# Josuah Faroux
Josuah Faroux (13 de julio de 1994) es un deportista francés que compite en gimnasia en la modalidad de trampolín.
Ganó una medalla de bronce en el Campeonato Mundial de Gimnasia en Trampolín de 2021 y dos medallas de bronce en el Campeonato Europeo de Gimnasia en Trampolín, en los años 2018 y 2021.

## Palmarés internacional
| Campeonato Mundial | Campeonato Mundial | Campeonato Mundial | Campeonato Mundial |
| Año                | Lugar              | Medalla            | Prueba             |
| ------------------ | ------------------ | ------------------ | ------------------ |
| 2021               | Bakú (Azerbaiyán)  | Medalla de bronce  | Sincronizado       |
| Campeonato Europeo |                    |                    |                    |
| Año                | Lugar              | Medalla            | Prueba             |
| 2018               | Bakú (Azerbaiyán)  | Medalla de bronce  | Sincronizado       |
| 2021               | Sochi (Rusia)      | Medalla de bronce  | Equipo             |